# 民主原教旨主义
民主原教旨主义指强烈信仰西方民主制度的一种思潮。民主原教旨主义者认为：采用西方国家的民主制度（尤其是多党制和普选制）决定了国家成功，民主制度高于一切。主要原则包括：竞争性代议制是民主为唯一形式；国家在不同的发展阶段都应该实现相同程度的民主，而没有条件性和渐进性；应该与西方民主体制度保持一致，不分文明和传统。原教旨主义基于以下假设：人是理性的；权利是绝对的；程序是万能的（只要选举程序正确，治理国家无需人才）。反对者认为，推行民主原教旨主义会扰乱政治秩序，给社会造成混乱。

## 批评
陈雅棠强调，民主原教旨主义者的宣传让人误以为：政治改革只有多党制一条路。顾作义主编的《我们的价值观》认为，西方国家采用的民主制度过于重视“形式”和“程序”，同时被大量既得利益绑架，无法进行有效改革。“颜色革命”的失败和“阿拉伯之冬”证明：对于其他国家，西方民主不一定适合他们。而中国探索了自己的民主形式，更加注重“实质”和“结果”。张维为认为，民主原教旨主义因为假设不成立，必然走衰。希腊债务危机、美国金融危机都反映了这个趋势。

## 相关
- 市场原教旨主义